# Hautacam
Koordinaten: 42° 58′ 30″ N, 0° 0′ 37″ W

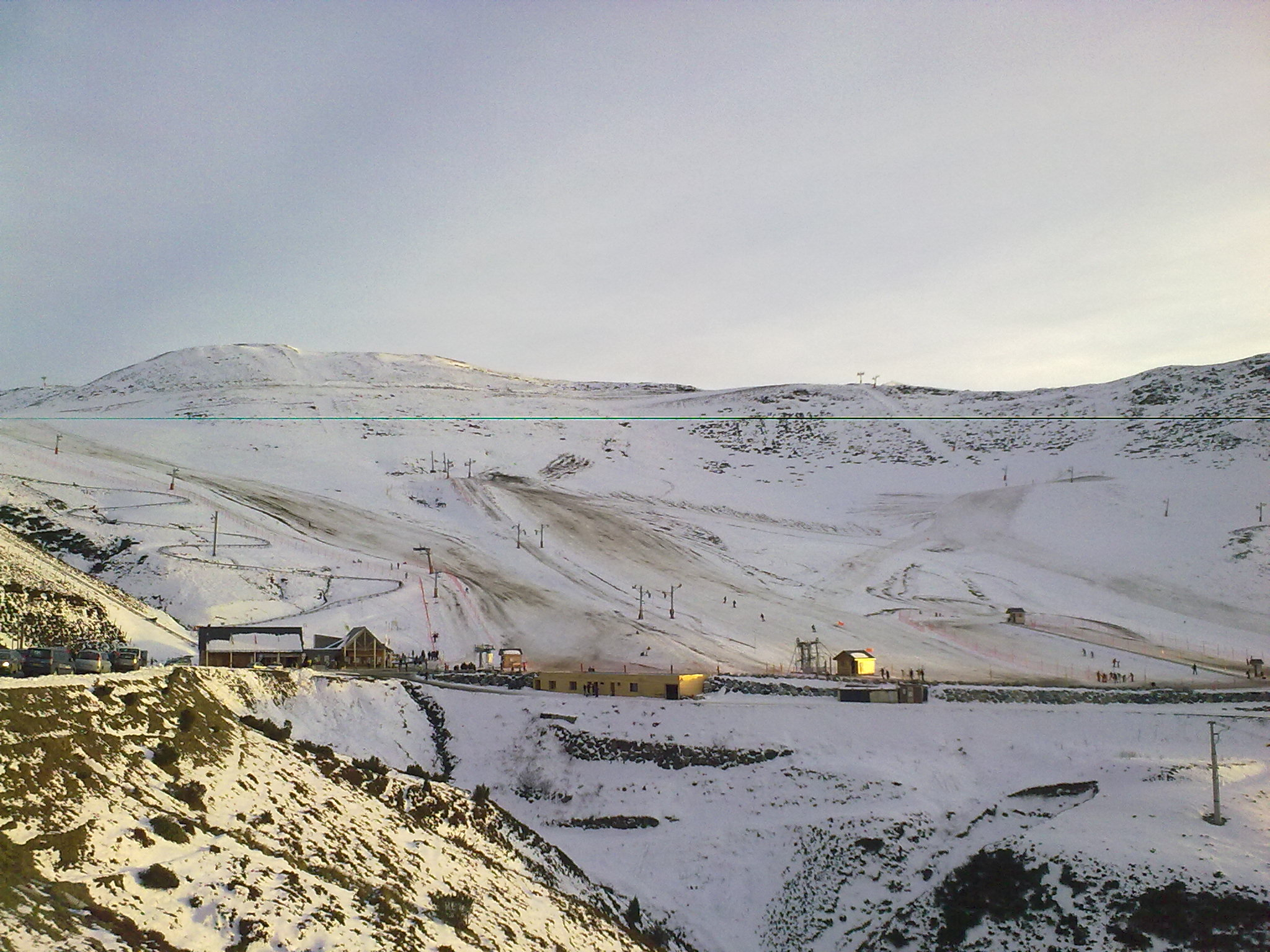
Skistation

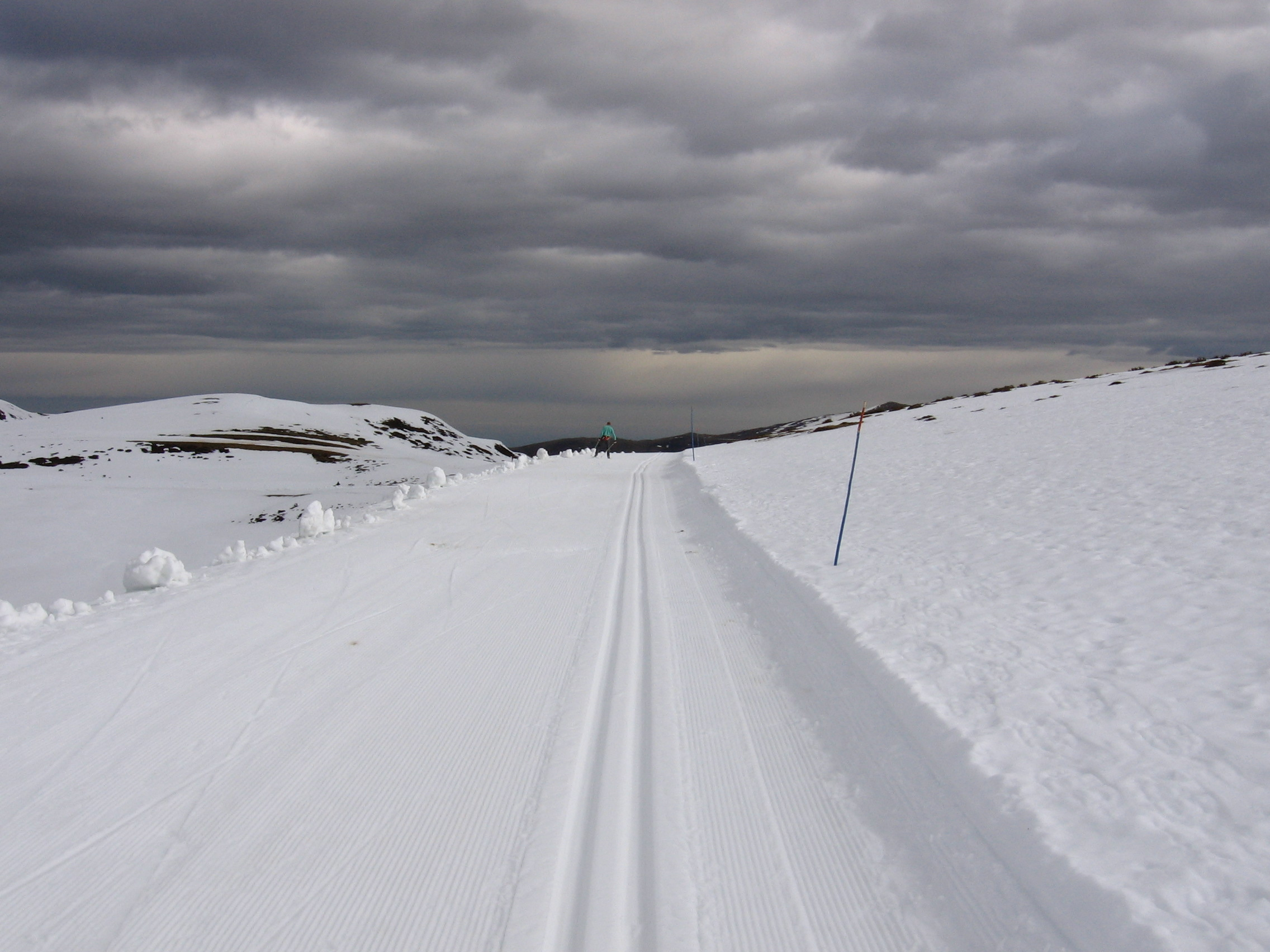
Langlaufpiste in Hautacam

Hautacam ist ein Skigebiet in den französischen Pyrenäen. Es liegt im Département Hautes-Pyrénées, in der Region Okzitanien, in der Nähe der Gemeinde Argelès-Gazost sowie des Wallfahrtsortes Lourdes. Die Skistation befindet sich auf einer Höhe von 1560 Meter.

## Tour de France
Der Anstieg nach Hautacam ist mit einer Bergwertung der Hors Catégorie klassifiziert und weist auf einer Distanz von 13,6 Kilometern eine durchschnittliche Steigung von 7,8 % auf, wobei Kilometerschnitte von bis zu 11,3 % erreicht werden.
Hautacam war zum ersten Mal im Jahr 1994 Ankunftsort bei einer Etappe der Tour de France, die von Luc Leblanc gewonnen wurde. Auf dem langen Anstieg konnte Miguel Induráin alle seine wichtigsten Konkurrenten um das Maillot Jaune distanzieren und wurde lediglich von Leblanc am Schluss überspurtet. 1996 erzwang Bjarne Riis auf der Etappe nach Hautacam die Vorentscheidung der Gesamtwertung, indem er mit einer Reihe von Attacken alle Gegner abhängte und sich den Sieg sicherte. Im Jahr 2000 war Javier Otxoa Sieger in Lourdes-Hautacam. Der damalige Zweite Lance Armstrong übernahm die Führung in der Gesamtwertung, die er nicht mehr abgeben sollte. In den Jahren 2008 und 2014 war Hautacam Zielort der Tour de France. Die Etappen starteten jeweils in Pau.
Im Jahr 2022 kehrte die Tour de France auf der 18. Etappe nach Hautacam zurück, wobei die in Lourdes startende Etappe die letzte Bergetappe der 109. Austragung darstellte. Sieger der Etappe wurde Jonas Vingegaard, der auf den letzten vier Kilometern seinem ärgsten Konkurrenten auf den Gesamtsieg, Tadej Pogačar, enteilen konnte und seinen Vorsprung in der Gesamtwertung um über eine Minute ausbaute und so den Tour-Gesamtsieg nahezu perfekt machte.
Im Jahr 2025 kehrte Hautacam im Rahmen der 12. Etappe ins Programm der Tour de France zurück. Der Skiort diente dabei als erste große Bergankunft der 112. Austragung.
| Jahr | Etappe     | Bergwertung  | Fahrer           |
| ---- | ---------- | ------------ | ---------------- |
| 1994 | 11. Etappe | HC-Kategorie | Luc Leblanc      |
| 1996 | 16. Etappe | HC-Kategorie | Bjarne Riis      |
| 2000 | 10. Etappe | HC-Kategorie | Javier Otxoa     |
| 2008 | 10. Etappe | HC-Kategorie | Juan José Cobo   |
| 2014 | 18. Etappe | HC-Kategorie | Vincenzo Nibali  |
| 2022 | 18. Etappe | HC-Kategorie | Jonas Vingegaard |
| 2025 | 12. Etappe | HC-Kategorie | Tadej Pogačar    |